# 江村普惠醫院
江村普惠醫院（英語：Po Wai Hospital），又名江村醫院（英語：Kong Chuen Hospital），于1917年10月由基督教新西兰长老会主持建立，附设普惠醫院護士學校（英語：Tak Kei Girl's Boarding School）。原院舍现由南方医科大学江都医院（现为“南方医科大学南方医院江高院区”）精神心理科使用。

## 历史背景
早年江高一带村民出国谋生多去新西兰，后来又因涉及太平天国运动，在太平天国失败时，被清廷追杀而逃，大批人到新西兰开采金矿。新西兰长老会教士亚力山大（Alexander Don）牧师。对他们在新西兰的生活十分关心，为了帮他们送钱和家信回江高一带，于1896年到广州，经一年时间的考察，便决心回国组织教士来中国传教。第一位到广州禺北一带留下来传教，并建立了第一所教堂的新西兰牧师是麦沾恩（George Hunter McNeur, 1874-1953)。麦沾恩率先建了三个堂点。之后，传教士陆续到来，便建了普惠医院、学校及更多的堂点。

## 变迁
共和国后約1950年尾，普惠醫院護士學校由華南軍醫防空司令部接收改名為防空醫院及護校。到1951年教会人士被逼离开，醫院先后转作中国人民解放军第109医院与第一七七医院、第一军医大学江村医院等。原医院主楼于1996年清拆，余护士学校原楼得以保存。

## 外部連結
- Presbyterian Archives Research Centre：Kong Chuen Hospital & Mission Compound, c.1930 : （页面存档备份，存于）
- The Encyclopedia of New Zealand：Story: James, Annie Isabella （页面存档备份，存于）